# Чум
Чум (енгл. Tuam, ир. Tuaim) је град у Републици Ирској, у запасном делу државе. Град је у саставу округа Голвеј, где представља други по величини град и важно средиште његовог северног дела.

## Природни услови
Град Чум се налази у средишњем делу ирског острва и Републике Ирске и припада покрајини Конот. Град је удаљен 220 километара западно од Даблина. 
Чум је смештен у равничарском подручју западнеИрске. Надморска висина средишњег дела града је око 45 метара.
Клима: Клима у Чуму је умерено континентална са изразитим утицајем Атлантика и Голфске струје. Стога град одликује блага и веома променљива клима.

## Историја
Подручје Чума било је насељено већ у време праисторије. Дато подручје је освојено од стране енглеских Нормана у крајем 12. века.
Од 13. века град је значајно трговачко и верско средиште. Чум је 1613. године добио градска права. 
Град је од 1921. године у саставу Републике Ирске. Опоравак града започео је тек последњих деценија, када је забележен нагли развој и раст.

## Становништво
Према последњим проценама из 2011. године Чум је имао нешто преко 8 хиљада у широј градској зони. Последњих година број становника у граду се повећава.

## Привреда
Чум је био традиционално трговиште, а овај обичај је задржан и дан-данас. Последњих деценија градска привреда се махом заснива на савременим технологијама.

## Збирка слика
- Римокатоличка Црква успења пресвете Богородице
- Протестантска Богородичина црква
- Остаци тврђења Св. Џарлат
- КОлеџ Св. Џарлата у Чуму